# 클라라 프레이저
클라라 프레이저(Clara Fraser, 1923년 3월 12일 ~ 1998년 2월 24일)는 미국의 여성주의, 사회주의 활동가이다.
캘리포니아주 이스트로스앤젤레스의 유대인 가정에서 태어났다. 여성주의자로 급진적 페미니스트 단체인 급진적 여성(RW, Radical Women)을 조직하였다. 트로츠키주의자로 남편 리처드 S. 프레이저와 함께 미국 자유사회당을 조직, 결성하기도 하였다.

## 같이 보기
- 자유사회당